# Palaemon macrodactylus
Palaemon macrodactylus är en kräftdjursart som beskrevs av M. J. Rathbun 1902. Palaemon macrodactylus ingår i släktet Palaemon och familjen Palaemonidae. Arten har ej påträffats i Sverige. Inga underarter finns listade i Catalogue of Life.